# الرجل السحلية من مستنقع سكيب أور

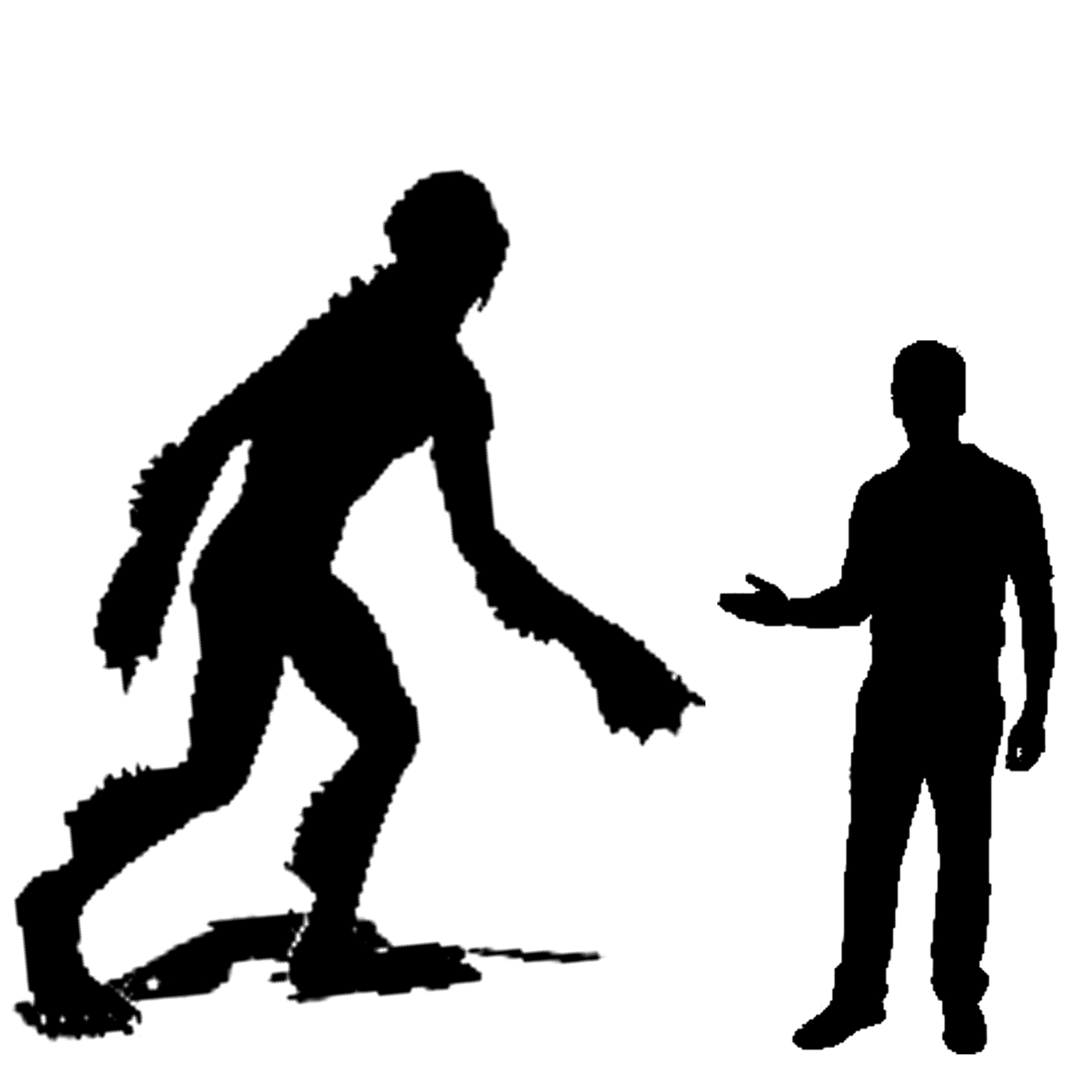

الرجل السحلية من مستنقع سكيب أور (بالإنجليزية: Lizard Man of Scape Ore Swamp)‏ (المعروف أيضا باسم الرجل السحلية من مقاطعة لي (بالإنجليزية: Lizard Man of Lee County)‏) هو مخلوق خفي زاحفي شبه بشري يقال أنه يسكن مناطق المستنقعات حول مقاطعة لي في ولاية كارولينا الجنوبية، إلى جانب شبكات الصرف الصحي في البلدات القريبة من المستنقع.

## الوصف
يوصف الرجل السحلية عمومًا بأنه بطول 7 أقدام (2.1 متر)، ذو قدمين، وضخم الجثة، ومغطى بشعر داكن وله حراشف كالسحلية على جلده على يديه وقدميه ووجهه. ويقال أن له ثلاثة أصابع في كل قدم وثلاث في كل يد. كما يمتلك قوة هائلة، وقادر على تمزيق هيكل سيارة. وأفاد عدد من الشهود أنه يملك ذيلا، وإن لم ير أغلب الشهود الذيل.

## مشاهدة ديفيس
أول مشاهدة عن مخلوق مرعب في المنطقة ذكرها فتى في السابعة عشرة يدعى كريستوفر ديفيس، وقال أنه واجه المخلوق وهو يقود سيارته عائدا من العمل في الثانية صباحا من يوم 29 يونيو 1988. ووفقا لروايته، فقد توقف ديفيس على الطريق المحاذي لمستنقع سكيب أور ليغير إطارا فارغا. عندما كان على وشك الانتهاء سمع ضوضاء خلفه والتفت ليرى المخلوق وهو يجري نحوه.
قال ديفيس أن المخلوق هجم على السيارة وقفز على السقف وتشبث به عندما حاول ديفيس الهرب، الذي انحرف من جانب إلى آخر في محاولة لرميه بعيدا. بعد أن عاد إلى البيت، رأى أن المرآة الجانبية قد تضررت، عثر على خدوش في سقف السيارة، إلا أنه لم يعثر على دليل مادي آخر على المواجهة.
كان والد كريس قد قرأ عن قصة نشرت في صحيفة حول سيارة تعرضت لعلامات نهش، وأحضر ابنه لمكتب مأمور مقاطعة لي في 16 يوليو 1988، ونقل قصته للمأمور ليستون تروسديل.

## حوادث الهجوم على السيارات
قبل وقوع حادثة كريس ديفيز، تلقى مكتب مأمور مقاطعة لي بلاغا عن أضرار غريبة حلت بإحدى السيارات. في صباح يوم 14 يوليو 1988، انطلق نواب المأمور إلى منزل في منطقة ريفية صغيرة تدعى براونتاون على مشارف مدينة بيشوبفيل في ساوث كارولينا. عندما وصلوا، أراهم الزوجان توم وماري واي السيارة محل البلاغ. رأت الشرطة أن قالب الكروم تم خلعه من الصدام، وتعرضت الجوانب للخدش والبعج، وتم كسر زينة غطاء محرك السيارة، وثني الهوائي، وحتى تم نزع بعض الأسلاك من المحرك. وعند البحث وجد أن أجزاء من القالب تم مضغها، كما لو أن الحيوان استخدم أنيابه لإلحاق الضرر. ولدعم نظرية الحيوان، أشار آل واي لخصلات من الشعر الأحمر وآثار الأقدام الموحلة التي تركها الشيء على السيارة. في حين كان المأمور تروزديل يتحقق من السيارة، أخبره السكان المحليون عن احتمالية وجود هجوم آخر. قال تروزديل «عندما كنا نبحث في الموقع، حدثنا الناس في المنطقة عن مشاهدتهم لمخلوق غريب بطول سبعة أقدام بعينين حمراوين. وصفه البعض أنه أخضر، ومنهم من قال أنه البني. يعتقدون أنه مسؤول عن ما حدث [للسيارة]».

## حوادث أخرى
في الشهر الذي أعقب مشاهدة ديفيس، ظهرت تقارير أخرى عن مخلوق كبير يشبه للسحلية، وعن خدوش غير عادية وعلامات عض على السيارات التي كانت واقفة قرب المستنقع. ويقال إن معظمها قد حدث في شعاع 3 ميل (5 كم) من مستنقعات بيشوبفيل.
في ذلك الوقت، قابل رجال القانون المحليين هذه التقارير بمزيج من القلق والشك، مشيرين إلى وجود عدد كاف من مشاهدات التي قدمها أشخاص موثوق بهم وأنهم رأوا شيئا ملموسا، ولكنهم يرجحون أيضا أنه قد يكون دبا.
بعد أسبوعين من مشاهدة ديفيس، جمعت دائرة المأمور عدة قوالب جبس لما يبدو أنه أثر قدم بثلاثة أصابع – بطول حوالي 14 بوصة (36 سم) – ولكنهم قرروا عدم إرسالها إلى مكتب التحقيقات الفيدرالي لمزيد من التحليل بعد قال علماء الأحياء أنه لا يمكن تصنيفها. ووفقا لجوني إيفانز المتحدث باسم وزارة الموارد البحرية في ساوث كارولينا أن الآثار لا تطابق آثار أي حيوان معروف. كما نفى إيفانز احتمال أنها قد تخص مخلوقا يعاني من تحور جيني.
جذبت هذه المشاهدات السياح الذين رغبوا برؤية المخلوق وكذلك الصيادين الذين أرادوا تقفي أثره، وعرضت محطة راديو WCOS القريبة مكافأة 1,000,000 دولار لمن يقبض على المخلوق حيا. إلا أن تقارير المشاهدات بدأت تنحسر بنهاية الصيف وسجلت آخر مشاهدة موثوقة في يوليو من تلك السنة.
في 5 أغسطس ذكر كينيث أور، وهو طيار في قاعدة شو الجوية، للشرطة قوله أنه قابل الرجل السحلية على الطريق السريع 15، وأنه أصابه بطلق ناري وجرحه. قدم عددا من الحراشف وكمية صغيرة من الدم كدليل. أنكر أور هذا التقرير بعد يومين عندما استدعي للمحاكمة لحمله مسدسا بشكل غير مشروع، وارتكاب جنحة لتقديمه تقريرا كاذبا للشرطة. قال أور أنه اختلق الأمر ليبقي على الحكاية قيد التداول.
في 30 يوليو 1990، قالت بيرثا بلايثرز وأطفالها الخمسة أنهم شاهدوا مخلوقا غريبا قرب مستنقع سكيب أور خلال عودتهم إلى البيت من مطعم في بيشوبفيل. وفي حوالي الساعة 10:30 مساء عبروا الطريق السريع واقتربوا من تقاطع طريق هيكوري هيل عندما ظهر شيء ضخم أمامهم فجأة واندفع نحو جانب الركاب من السيارة. وصفت بيرثا المخلوق بأنه طويل القامة وعريض، وله «ذراعان كالإنسان». وقالت أنه رأت جسده فقط من فوق الخصر، ولكن لم يكن هناك شك في أنه كان كبيرا. لم تميز بيرثا تفاصيل وجهه، لكنها كانت على يقين تماما أن جسمه مغطى بالشعر البني. وقالت الشرطة «أنا لم أر قط شيئا مثل ذلك من قبل. لم يكن غزالا أو دبا. ولكن بالتأكيد لم يكن إنسانا».

## الأحداث المعاصرة
في فبراير 2008، ذكر بوب وديكسي روسون، وهما زوجان في بيشوبفيل، ساوث كارولينا، وقوع أضرار غريبة على سيارتهم، وآثار دماء، واختفاء بعض القطط. زعم البعض أن هذا «عودة» الرجل السحلية. تم إرسال آثار الدم من مركبة آل روسون إلى المختبر البيطري في كاليفورنيا ووجد أنها تخص الكلاب الأليفة. يعتقد إي جاي ملفين مأمور مقاطعة لي أنه كان قيوط أو ذئب. بعد وقت قصير من الحادث في منزل آل روسون، اكتشف المأمور ملفين بقرة ميتة وقيوط ميت في الحقل المجتور لمنزل روسون.
عرضت مقابلات مع شهود الرجل السحلية الأوائل على برنامج أنيمال إكس على محطة أنيمال بلانيت ثم برنامج مونشستر كويست على موقع قناة هيستوري على الإنترنت.
في عام 2011، ذكر ليون وأدا مارشال، وهم من سكان بيشوبفيل، كارولينا الجنوبية، أنه سيارتهم تعرضت للهجوم من قبل حيوان. وقال مأمور مقاطعة لي السابق أن الأضرار تبدو مثل الأضرار من الحوادث السابقة. فحص نائب المأمور فليتشر وليامز السيارة ورأى أن أسنانه كانت مسؤولة عن الضرر، كما لو أن السيارة تم «مضغها». كما أن أثر اللعاب كان واضحا من «باب الراكب الأمامي إلى باب السائق» وعلى شرائط الصدام. كما وجد خصلات شعر طويلة بيضاء وبنية اللون.
في عام 2015، زعمت امرأة ذكر أن اسمها سارة، أنها التقطت صورة للرجل السحلية بهاتفها بعد أن خرجت من الكنيسة يوم الأحد 2 أغسطس. وبعد وقت قصير من انتشار الصورة، قام صياد لم يكشف عن هويته بنشر فيديو مدته 25 ثانية في الغابة بالقرب من نفس المنطقة، والذي يصور شخصية من بعيد تتحرك عبر الأشجار من بعيد، قائلا أنه صوره في مايو وأبقى عليه سرا حتى نشرت سارة صورتها.

## الكتاب

### الرجل السحلية: القصة الحقيقية لوحش بيشوبفيل
يروي الكتاب القصة الكاملة للرجل السحلية من بيشوبفيل بقلم لايل بلاكبيرن. نشر الكتاب في عام 2013، ويشمل تاريخ مشاهدات الرجل السحلية ويدرس النظريات الشعبية بما يتعلق بالهوية الحقيقية للمخلوق.